# Pseudocorynactis
Pseudocorynactis är ett släkte av koralldjur. Pseudocorynactis ingår i familjen Corallimorphidae.
Kladogram enligt Catalogue of Life:
| Pseudocorynactis | \| \| Pseudocorynactis caboverdensis \| \| \| \| \| \| Pseudocorynactis caribbeorum \| \| \| \| |
|                  | \| \| Pseudocorynactis caboverdensis \| \| \| \| \| \| Pseudocorynactis caribbeorum \| \| \| \| |
|                  | Corallimorphus                                                                                  |
|                  |                                                                                                 |
|                  | Corynactis                                                                                      |
|                  |                                                                                                 |
|                  | Rhodactis                                                                                       |
|                  |                                                                                                 |
|                  | Pseudocorynactis caboverdensis                                                                  |
|                  |                                                                                                 |
|                  | Pseudocorynactis caribbeorum                                                                    |
|                  |                                                                                                 |

|  | Pseudocorynactis caboverdensis |
|  |                                |
|  | Pseudocorynactis caribbeorum   |
|  |                                |